# EBuddy
O eBuddy foi um serviço que trazia ao usuário a possibilidade de se conectar aos serviços do AIM, Yahoo! Messenger, MSN Messenger, Facebook, ICQ, Google Talk e MySpace sem ser necessária a instalação dos programas. Embora o serviço eBuddy (parecido com o Meebo) tenha menos opções de serviços de mensageiros instantâneos, apresenta uma interface muito mais parecida com o software real, podendo até mostrar fotos como no próprio MSN por exemplo.
Seu software cliente também está disponível para iOS, Android, Nokia e Java ME. O software cliente do eBuddy XMS está disponível para iOS, Android, BlackBerry OS, Symbian e Windows Phone.